# Sherraine Schalm
Sherraine Schalm (nacida como Sherraine MacKay, Brooks, 21 de junio de 1975) es una deportista canadiense que compitió en esgrima, especialista en la modalidad de espada.
Ganó dos medallas en el Campeonato Mundial de Esgrima, plata en 2009 y bronce en 2005.
Participó en cuatro Juegos Olímpicos de Verano, entre los años 2000 y 2012, ocupando el cuarto lugar en Atenas 2004, en la prueba por equipos.

## Palmarés internacional
| Campeonato Mundial | Campeonato Mundial | Campeonato Mundial | Campeonato Mundial |
| Año                | Lugar              | Medalla            | Prueba             |
| ------------------ | ------------------ | ------------------ | ------------------ |
| 2005               | Leipzig (Alemania) | Medalla de bronce  | Espada individual  |
| 2009               | Antalya (Turquía)  | Medalla de plata   | Espada individual  |